# Chrysopodes polygonicus
Chrysopodes polygonicus är en insektsart som beskrevs av Adams och Penny 1987. Chrysopodes polygonicus ingår i släktet Chrysopodes och familjen guldögonsländor. Inga underarter finns listade i Catalogue of Life.